# Sanja Matsuri
Como muitos festivais japoneses, Sanja Matsuri é uma festa religiosa.E o festiva é dedicado aos kami(espíritos) de três homens. Acredita-se que dois pescadores irmãos chamados Hinokuma Hamanari e Hinokuma Takenari,encontraram uma estatueta do Bodhisattva Kannon capturada em uma rede de pesca no Rio Sumida em 17 de maio de 628. O terceiro homem, um rico proprietário chamado Hajino Nakatomo, ouviu sobre a descoberta, aproximou-se dos irmãos e converteu-os a Budismo. Os três homens, em seguida, dedicaram suas vidas à fé budista e consagrada deixaram a estátua em um pequeno templo.Este templo, hoje conhecido como o Sensō-ji, atualmente abriga a estátua de Kannon e é o mais antigo templo de Tóquio.
O Matsuri Sanja parece ter muitas formas que datam desde o século 7, bem como vários nomes como "Kannon Matsuri" e "Asakusa Matsuri"  O Sanja Matsuri de forma atual foi estabelecido durante o Período Edo .

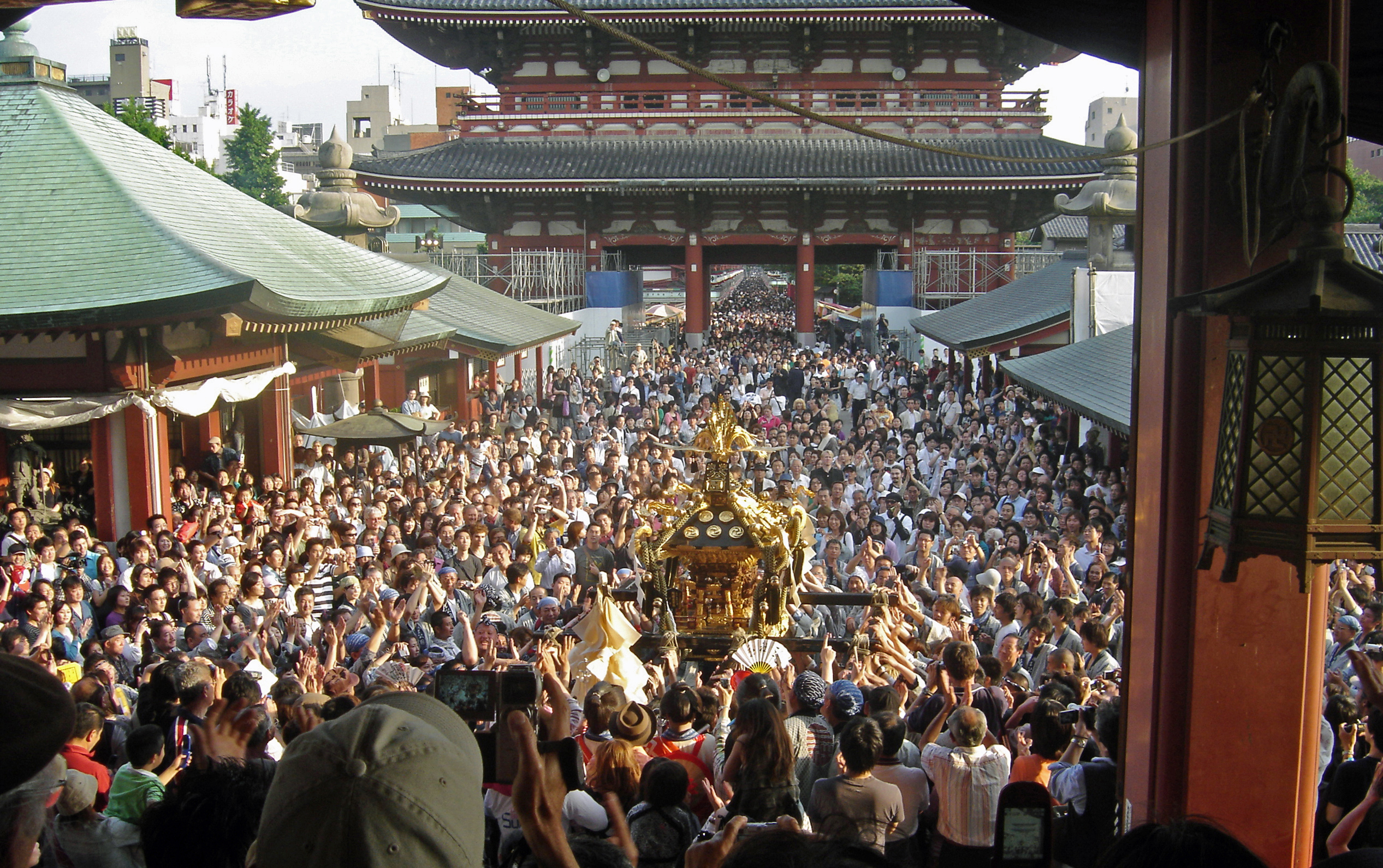

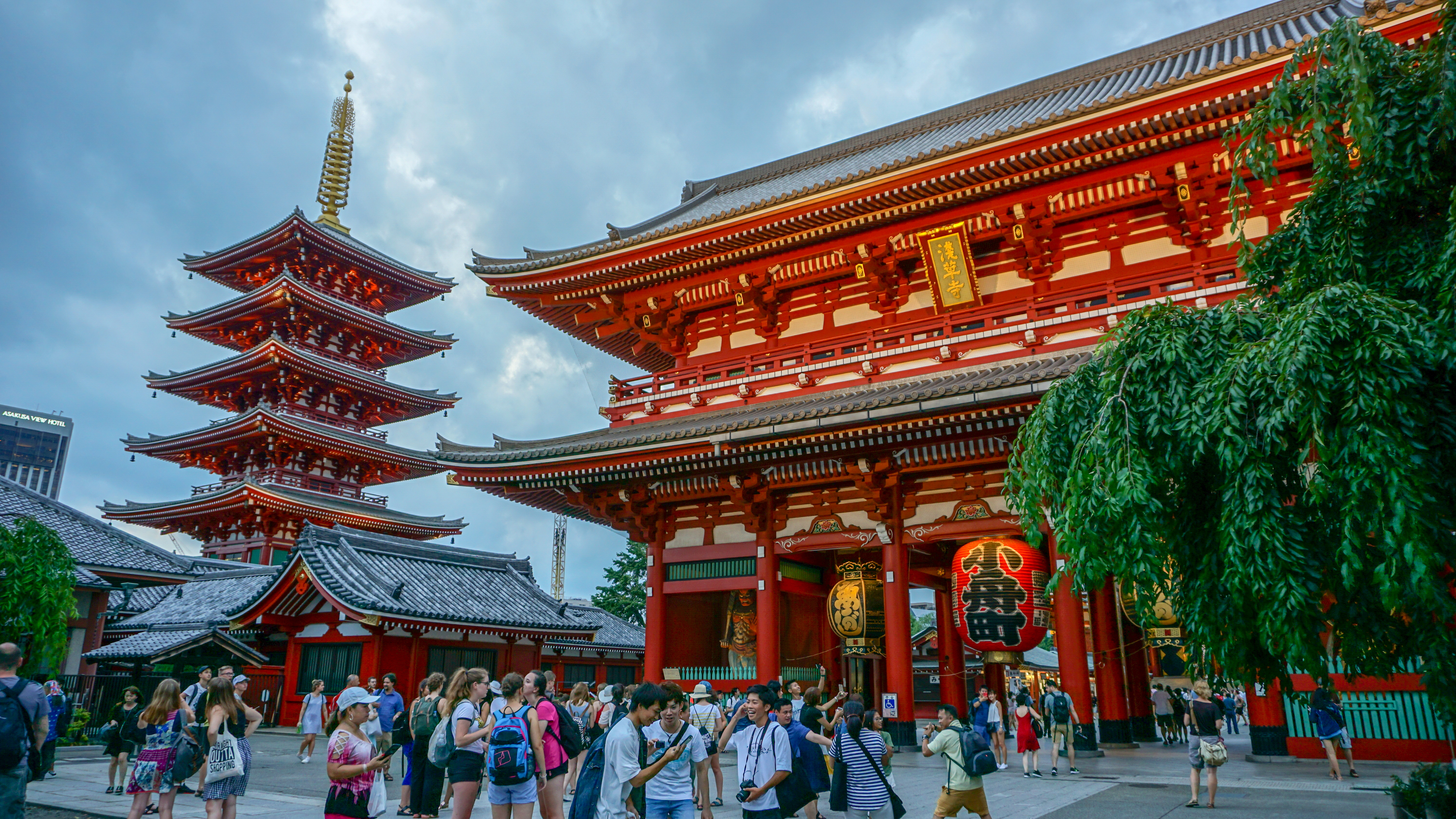
Templo Sensoji

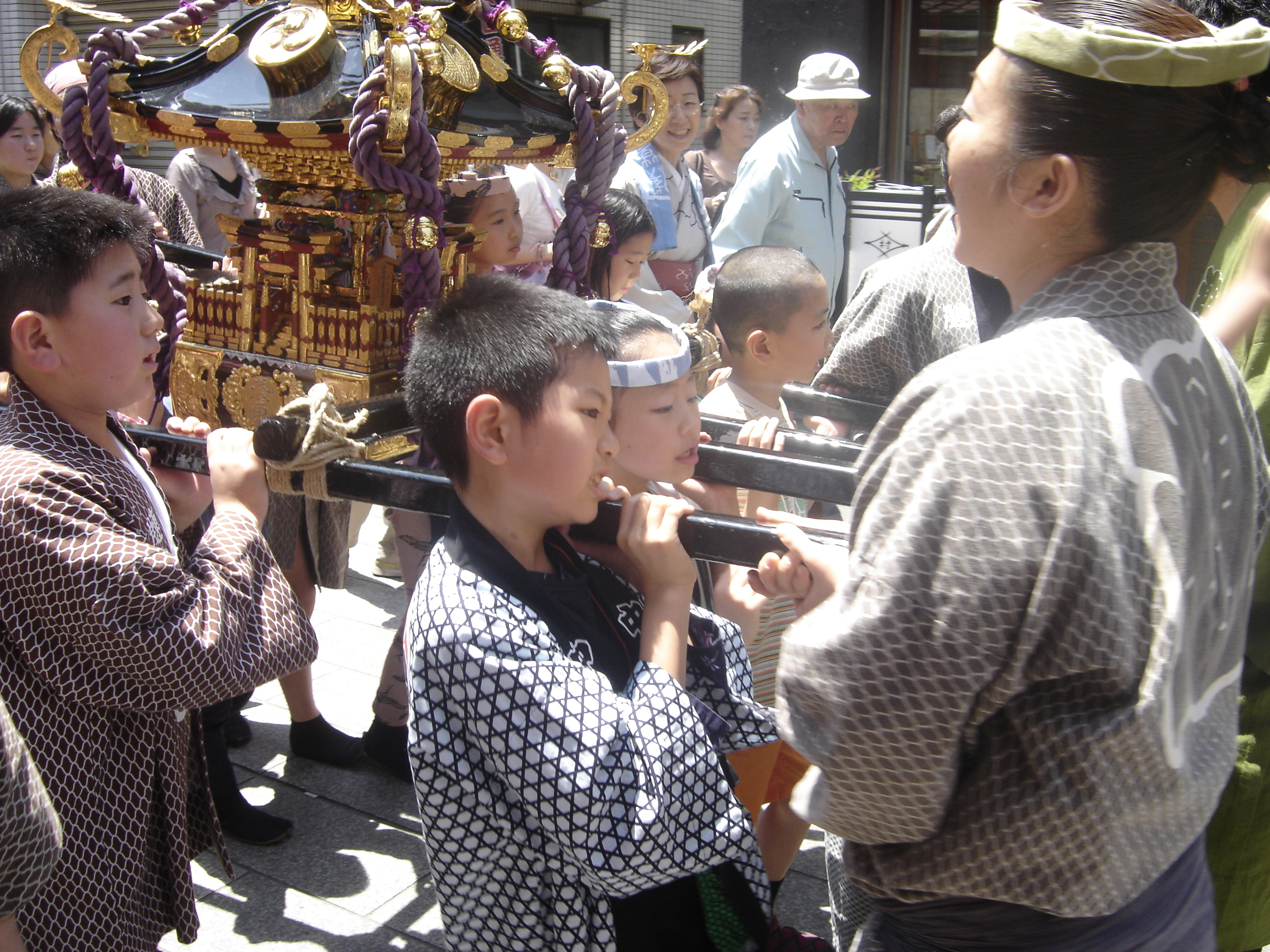
Crianças mikoshi

## Descrição dos Eventos
A origem religiosa do Sanja Matsuri é principalmente um festival de celebração. A atmosfera em torno de Asakusa durante o fim de semana do festival é energético. As pessoas inundam as ruas em torno do Sensō-ji com flautas, assobios, cânticos etaiko(tambores tradicionais japoneses) as celebrações podem ser ouvidas em todo o distrito.

### Dia a dia
Embora não faça parte das festividades, o início oficial do Sanja Matsuri começa na quinta-feira com uma cerimônia religiosa importante. Ao abrir as portas os três espíritos são convidados para os santuários  onde irá residir para a duração do festival.

## Outras atrações

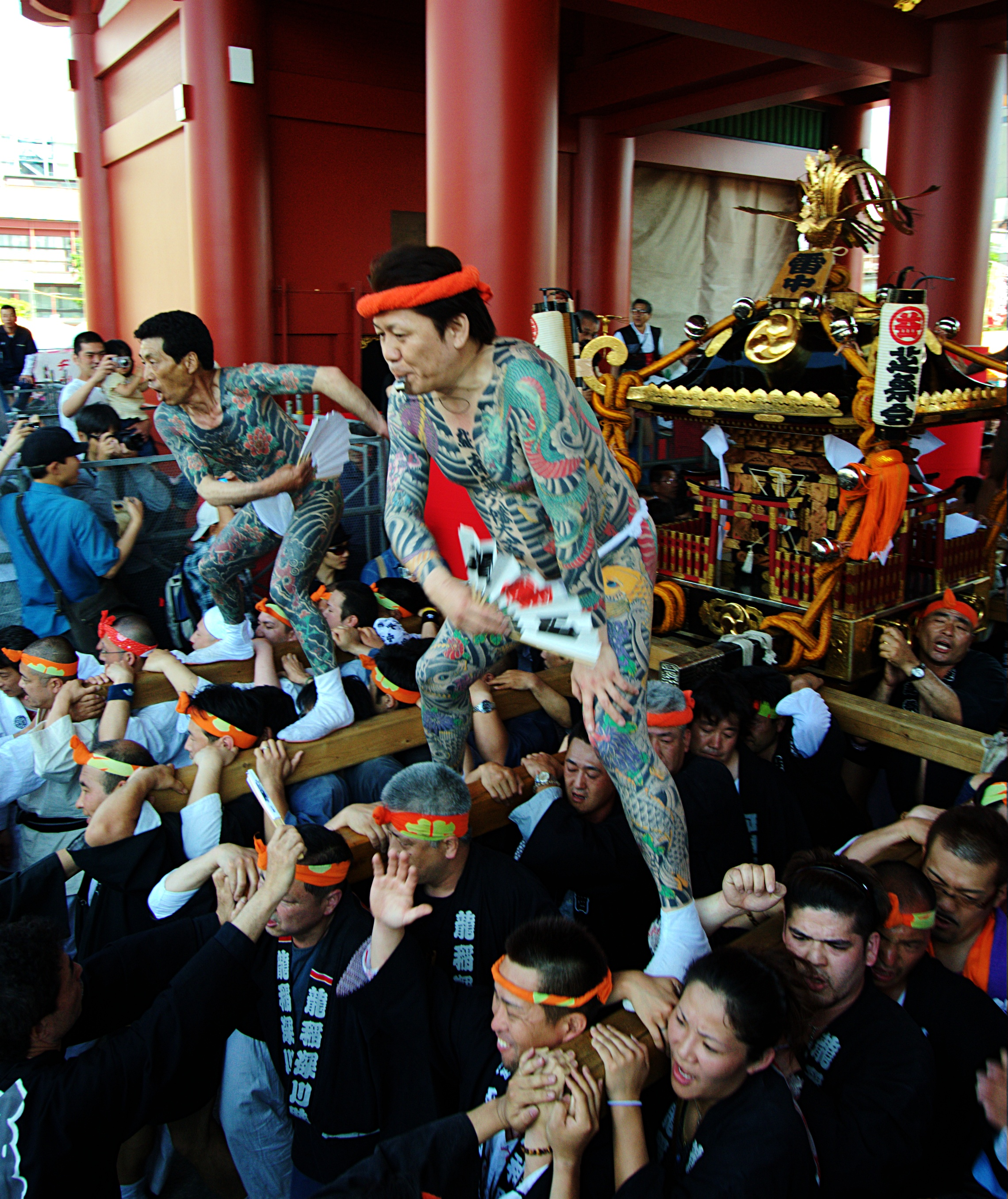
Membros da Yakuza desfilam, mostrando seus corpos completamente tatuados.

Além dos eventos tradicionais, Sanja Matsuri tem outros eventos. Por exemplo, os frequentadores podem visitar centenas de lojas encontradas no Nakamise, uma rua que liga o Kaminarimon e o Hōzōmon. Muitas barracas de comida também são erguidas nas áreas circundantes para o fim de semana inteiro. Os membros da Yakuza também tem que exibir orgulhosamente as suas tatuagens.

## Cronograma do Festival
Embora haja muitas atividades durante Sanja Matsuri que não são dependentes do tempo, existem alguns eventos que começam e param e horários específicos durante todo o fim de semana.